# یوبای، بهل (پبلکین)
یوبای، بهل (پبلکین) (به لاتین: Ubay Poblacion) یک منطقهٔ مسکونی در فیلیپین است که در یوبای، بهل واقع شده‌است.

## خصوصیات
یوبای ۳٬۶۹۸ نفر جمعیت دارد.